# 青山 (北九州市)
青山（あおやま）は福岡県北九州市八幡西区の地名。青山一丁目から三丁目の町がある。住居表示実施済み。郵便番号は806-0043。

## 地理
八幡西区の北部に位置し、北に桜ケ丘町、東に熊西，山寺町，西王子町、南に南王子町、西に鉄竜，萩原と接する。

## 地域の特徴
町域の北縁を東西に国道3号が通り、町の中央を東西に山手通りが通る。南北に長い住宅地で、北から南に向かって緩い上り勾配、東部は小高い丘となっている。一丁目に青山小学校，萩原保育園、二丁目に青山市民センター，三丁目に星琳高等学校，ゆめマート青山，青山エースレーンなどがある。また二丁目と三丁目にまたがる皇后崎公園は桜の名所である。

## 歴史
三丁目の山手通り沿いには1971年（昭和46年）に開店したロイヤルホスト1号店があったが、カウボーイ家族に業態変更した後、2022年（令和4年）に閉店した。

### 沿革
- 1973年（昭和48年）6月1日 - 青山一丁目 - 三丁目新設[4]。
- 1974年（昭和49年）4月1日 - 八幡区が八幡西区と八幡東区に分かれ、八幡区青山一丁目 - 三丁目は八幡西区青山一丁目 - 三丁目となる[5]。

### 町名の変遷
| 実施内容          | 実施年月日               | 実施後     | 実施前                     |
| ----------------- | ------------------------ | ---------- | -------------------------- |
| 町名新設 住居表示 | 1973年（昭和48年）6月1日 | 青山一丁目 | 大字熊手の一部             |
| 町名新設 住居表示 | 1973年（昭和48年）6月1日 | 青山二丁目 | 大字熊手の一部             |
| 町名新設 住居表示 | 1973年（昭和48年）6月1日 | 青山三丁目 | 大字熊手・大字穴生の各一部 |

## 世帯数と人口
2025年（令和7年）3月31日現在（北九州市発表）の世帯数と人口は以下の通りである。
| 町         | 世帯数    | 人口    |
| ---------- | --------- | ------- |
| 青山一丁目 | 389世帯   | 1,016人 |
| 青山二丁目 | 471世帯   | 853人   |
| 青山三丁目 | 556世帯   | 926人   |
| 計         | 1,416世帯 | 2,795人 |

### 人口の変遷
国勢調査による人口の推移。
| 1995年（平成7年）  | 3,211人 | [ 7 ]  |  |
| 2000年（平成12年） | 3,113人 | [ 8 ]  |  |
| 2005年（平成17年） | 2,932人 | [ 9 ]  |  |
| 2010年（平成22年） | 2,523人 | [ 10 ] |  |
| 2015年（平成27年） | 2,711人 | [ 11 ] |  |
| 2020年（令和2年）  | 2,830人 | [ 12 ] |  |

### 世帯数の変遷
国勢調査による世帯数の推移。
| 1995年（平成7年）  | 1,291世帯 | [ 7 ]  |  |
| 2000年（平成12年） | 1,298世帯 | [ 8 ]  |  |
| 2005年（平成17年） | 1,179世帯 | [ 9 ]  |  |
| 2010年（平成22年） | 1,127世帯 | [ 10 ] |  |
| 2015年（平成27年） | 1,178世帯 | [ 11 ] |  |
| 2020年（令和2年）  | 1,215世帯 | [ 12 ] |  |

## 学区
市立小・中学校に通う場合、学区は以下の通りとなる。
| 町         | 街区・戸番                                                                                           | 小学校               | 中学校               |
| ---------- | --- | -------------------- | -------------------- |
| 青山一丁目 | 4番15 - 23号, 5番17 - 24号, 7番34 - 37号, 8番                                                        | 北九州市立青山小学校 | 北九州市立穴生中学校 |
| 青山二丁目 | 10番55 - 69号, 11番                                                                                  | 北九州市立青山小学校 | 北九州市立穴生中学校 |
| 青山一丁目 | 1 - 3番, 4番1 - 14号, 4番24号以上, 5番1 - 16号, 5番25号以上, 6番, 7番1 - 33号, 7番38号以上, 9 - 14番 | 北九州市立青山小学校 | 北九州市立熊西中学校 |
| 青山二丁目 | 1 - 9番, 10番1 - 54号                                                                                | 北九州市立青山小学校 | 北九州市立熊西中学校 |
| 青山三丁目 | 全域                                                                                                 | 北九州市立熊西小学校 | 北九州市立熊西中学校 |

## 交通

### バス
域内のバス停と系統は以下のとおりである。
| 運行事業者 | 運行事業者   | 西鉄バス北九州 | 西鉄バス北九州 | 西鉄バス北九州 |
| 系統       | 系統         | 80             | 82             | 197            |
| 停留所     | 皇后崎公園前 | ○              | ○              | ○              |

### 道路
- 国道3号

## 施設

### 公共施設
- 北九州市立青山市民センター

### 教育施設
- 星琳高等学校
- 北九州市立青山小学校

### 商業施設
- ゆめマート青山

### 社会福祉施設
- 萩原保育園
- 皇后ケ崎年長者いこいの家

### 娯楽施設
- 青山エースレーン

### 公営住宅
- 青山市営住宅
- 市営住宅青山北団地
- 北九州市住宅供給公社青山団地

### 公園
- 皇后崎公園
- 青山一丁目公園